# Rubus kudagorensis
Rubus kudagorensis är en rosväxtart som beskrevs av Sanadze. Rubus kudagorensis ingår i släktet rubusar, och familjen rosväxter. Inga underarter finns listade i Catalogue of Life.